# Evžen Vilém Haugwitz
Hrabě Evžen Vilém z Haugvic či též z Haugwitz (německy Eugen Wilhelm von Haugwitz, 16. listopadu 1777, Brno – 4. listopadu 1867, Vídeň) byl moravský šlechtic z rodu Haugviců a podmaršálem rakouské císařské armády.

## Život
Jeho otec byl generál Karel Vilém z Haugvič, který se postaral o synovu výchovu. 
V roce 1793 Evžen Vilém vstoupil do armády a v roce 1799 byl v hodnosti oberleutnanta (nadporučíka) převzat do štábu generálního ubytovatele. V roce 1809 byl povýšen do hodnosti plukovníka a v roce 1813 na generálmajora. Ve stejném roce se vyznamenal v Bitvě národů u Lipska a získal velkokříž řádu Marie Terezie. V roce 1815 bojoval v Itálii proti Joachimu Muratovi a v letech 1815 až 1817 byl velitelem Neapole. V roce 1824 se stal majitelem 38. pěšího pluku a roku 1827 byl povýšen do hodnosti podmaršála. Od roku 1808 rytíř Řádu německých rytířů, od roku 1835 byl zemským komturem Německých rytířů pro Rakousko. 
Hrabě Evžen Vilém z Haugvic se nikdy neoženil, zemřel bez potomků 4. listopadu 1867 ve Vídni.